# Vincent Van Peteghem
Vincent Van Peteghem (ur. 28 października 1980 w Gandawie) – belgijski i flamandzki polityk, ekonomista, nauczyciel akademicki i samorządowiec, działacz partii Chrześcijańscy Demokraci i Flamandowie, deputowany, od 2020 wicepremier i minister w rządzie federalnym.

## Życiorys
Ukończył szkołę katolicką Don Boscocollege Zwijnaarde. W 2002 został absolwentem ekonomii na Uniwersytecie w Gandawie. Na tej samej uczelni uzyskał magisterium z zarządzania (2003) oraz doktorat z ekonomii (2011). Pracował na macierzystym uniwersytecie, w 2011 został wykładowcą w EDHEC Business School. Pełnił na tej uczelni funkcję dyrektora do spraw innowacji w edukacji (2014–2017).
Zaangażował się w działalność polityczną w ramach ugrupowania Chrześcijańscy Demokraci i Flamandowie. Kierował jego organizacją młodzieżową na poziomie prowincji. W 2013 zasiadł w radzie miejscowości De Pinte, a w 2019 został jej burmistrzem. W latach 2016–2019 sprawował mandat posła do Izby Reprezentantów (zastąpił w niej Pietera De Crema). W 2019 uzyskał mandat deputowanego do Parlamentu Flamandzkiego.
W październiku 2020 w nowym rządzie federalnym, na czele którego stanął Alexander De Croo, objął urzędy wicepremiera oraz ministra finansów. W 2024 został wybrany w skład niższej izby belgijskiego parlamentu. W lutym 2025 w nowym gabinecie federalnym Barta De Wevera powierzono mu stanowiska wicepremiera oraz ministra budżetu, przekazano mu też odpowiedzialność za kwestie dotyczące uproszczeń procedur administracyjnych.